# Nikola Prelčec
Nikola Prelčec (Zaječar, 12. studenog 1989.) je hrvatski nogometaš koji trenutačno igra za sjevernomakedonski FK Borec iz Velesa.
Prve nogometne korake napravio je u kutinskoj Moslavini, da bi u dobi od osam godina preselio u Pulu, među pionire Istre. Godine 2007. prelazi u Medulin 1921, te je po prvi put zaigrao u Četvrtoj HNL, a u ljetnom prijelaznom roku 2008. potpisuje za Istru 1961. Prvi nastup za zeleno-žute ubilježio je u već drugom kolu protiv Hrvatskog dragovoljca, kada je ušao kao zamjena, a prvi put je svih 90 minuta odigrao u 14. kolu, u derbiju protiv Karlovca. 

## Vanjske poveznice
- Intervju za Glas Istre
- HNL statistika
- Profil na stranici NK Istre 1961